# Campionati europei di 49er & 49er FX 2015
I Campionati europei di 49er & 49er FX 2015 si sono svolti a Porto, in Portogallo, dal 6 al 12 luglio.

## Podi
| Evento  | Oro                                    | Argento                                     | Bronzo                                          |
| 49er    | Germania Justus Schmidt Max Boehme     | Regno Unito John Pink Stuart Bithell        | Polonia Łukasz Przybytek Paweł Kołodziński      |
| 49er FX | Italia Giulia Conti Francesca Clapcich | Danimarca Jena Hansen Katja Salskov-Iversen | Danimarca Maiken Foght Schütt Anne-Julie Schütt |

## Medagliere
| Posiz. | Nazione     | Oro | Argento | Bronzo | Totale |
| ------ | ----------- | --- | ------- | ------ | ------ |
| 1      | Germania    | 1   | 0       | 0      | 1      |
| 1      | Italia      | 1   | 0       | 0      | 1      |
| 3      | Danimarca   | 0   | 1       | 1      | 2      |
| 4      | Regno Unito | 0   | 1       | 0      | 1      |
| 5      | Polonia     | 0   | 0       | 1      | 1      |
| Totale | Totale      | 2   | 2       | 2      | 6      |